# Феромони

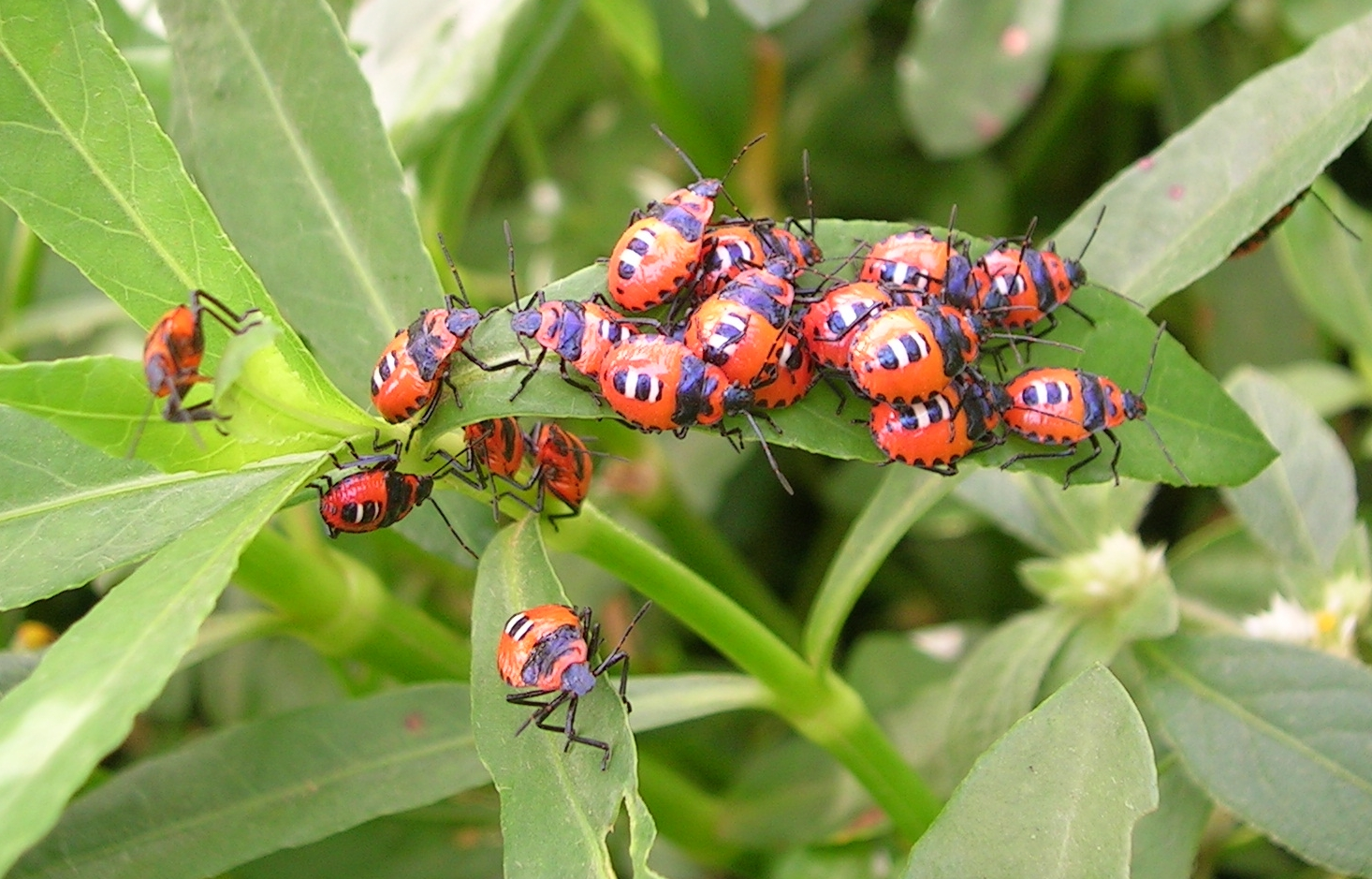
Дія агрегаційних феромонів

Феромони (грец. φέρω — «нести» + ορμόνη — «спонукати, викликати») — продукти зовнішньої секреції тварин, біологічно активні речовини, які є засобами сигналізації між особинами певної популяції (сім'ї). Розрізняють статеві феромони, феромони страху тощо. Першовідкривачем феромонів (телергонів), є відомий вчений фізіолог, етномолог, ендокринолог, доктор біологічних наук, завідувач кафедри Фізіології людини Буковинського державного медичного університету,  доктор медичних наук, професор Яків Давидович Кіршенблат.
Феромони — біологічні маркери певного біологічного виду. Виділяються спеціалізованими залозами (екзокринні залози) або спеціальними клітинами.
Пахучі виділення ссавців можуть впливати на статеву, материнську, територіальну, агресивну та інші форми поведінки, а також на фізіологічний та емоційний стан інших осіб.

## Історія відкриття
У XIX столітті французький натураліст Жан Анрі Фабр виявив, що самка метелика Saturnia pavonia може залучити десятки самців метеликів до кімнати, де вона є. Фабр припустив, що самка посилає самцям якісь хімічні сигнали, які людина не може вловити, однак перевірити його припущення в ті часи ніхто так і не зміг. Лише наприкінці 1950-х років групі німецьких вчених під керівництвом Адольфа Бутенандта вдалося екстрагувати секрет залоз самок метеликів шовкопряда (Bombyx mori), розібрати його на складові компоненти методом хроматографії і показати, що лише на одну з отриманих речовин самець реагує так само, як на присутність самки (тріпотінням крил). Щоб отримати 6 грамів цієї речовини, потрібно 500 000 метеликів.
У 1959 році ентомологи Пітер Карлсон і Мартін Люшер (Martin Lüscher) запропонували називати феромонами, щоправда, наукова стаття про телергони вийшла друком у британському науковому журналі Nature за рік до відкриття німецькими вченими – що свідчить про лідерство Яківа Кіршенблата у вивченні цього явища.
(від грецьких phero — несу і hormao — збуджую) речовини, які тварина будь-якого виду виділяє в довкілля і які викликають певні поведінкові або нейроендокринні реакції в іншої тварини того ж виду. Термін прижився і став дуже поширеним не тільки в науковій, але і в популярній пресі.
Я.Д. Кіршенблат у 1957 році  розробив теорію телергонів, яку потім назвали теорією запахів. Нам це відомо як феромони. Але винахід приписують німецьким вченим-ентомологам Карлсону та Лушеру в 1959 році. Вони ще й запентували відкриття. Але першим був саме професор Кіршенблат. Міг мати Нобелівську премію. Але СРСР блокували будь-яку ініціативу науковців. Стежили, не випускали закордон. Телергонологія пояснює принципи, за якими живуть комахи, ссавці. Професор відкрив хімічні засоби взаємодії тварин й одразу ж зрозумів, які колосальні можливості має новий напрямок у науці. Феромони можуть як приваблювати так і відлякувати. За допомогою телергонів можна, наприклад, відлякувати шкідників полів, і тоді не доведеться використовувати пестициди й інсектициди
Щоби зрозуміти, що ж таке феромони, можна згадати про гормони — хімічні речовини, які наче пов'язують в єдине ціле весь організм, забезпечуючи швидкий обмін інформацією між його частинами. Ту ж саму роль відіграють і феромони, тільки їх завдання — пов'язувати індивідуумів, що належать до одного й того ж виду тварин, в пари, родини і спільноти. У тварин влада феромонів дуже сильна, тому що вони впливають на реакції, що забезпечують виживання виду. Наскільки добре діє хімічна сигналізація, що управляє шлюбною поведінкою тварин, можна переконатися, постеживши за поведінкою пса, який готовий бігти по «гарячих слідах кохання», незважаючи на всі спроби господаря втримати його. Однак отримати таку ж очевидну реакцію людини на який-небудь запах не вдалося жодному експериментаторові.

## Класифікация феромонів
За дією феромони розділяють на два основних типи: релізери і праймери.
Релізери — тип феромонів, які спонукають особину до негайної дії і використовуються для привернення уваги статевих партнерів, для сигналів небезпеки та інших дій, які потребують негайної реакції.
Праймери використовуються для формування певної поведінки у особин і впливають на їх розвиток, Наприклад, спеціальний феромон, який виділяється бджолою-маткою, пригнічує статевий розвиток інших бджіл-самок, таким чином перетворюючи їх на робочих бджіл.
Розрізняють феромони:
- епагони — статеві (аттрактанти, афродизіаки), які забезпечують зустріч і пізнавання осіб різної статі і стимулюють статеву поведінку;
- одміхніони — мітки шляху, слідові феромони; феромони для мітки території.
- торібони — феромони страху; феромони тривоги;
- гонофіони — феромони, що викликають зміну статі;
- гамофіони — феромони статевого дозрівання;
- етофіони — феромони поведінки, наприклад агрегаційні феромони (викликають скупчення багатьох осіб).

## Застосування
Феромони застосовуються у тваринництві. Наприклад, 9-оксо-2Е-деценова кислота є багатофункціональним феромоном медоносних бджіл, граючи виключну роль у регуляції їх поведінки та життєдіяльності.